# Сент-Джозеф (округ, Мічиган)
Шаблон:StateAbbr_ 41°55′ пн. ш. 85°32′ зх. д. / 41.92° пн. ш. 85.53° зх. д.
Округ  Сент-Джозеф (англ. St. Joseph County) — округ (графство) у штаті Мічиган, США. Ідентифікатор округу 26149.

## Історія
Округ утворений 1829 року.

## Демографія
За даними перепису 
2000 року 
загальне населення округу становило 62422 осіб, зокрема міського населення було 27411, а сільського — 35011.
Серед мешканців округу чоловіків було 30855, а жінок — 31567. В окрузі було 23381 домогосподарство, 16603 родин, які мешкали в 26503 будинках.
Середній розмір родини становив 3,09.
Віковий розподіл населення поданий у таблиці:
| Стать    | До 15 років | 15-21 | 22-29 | 30-39 | 40-49 | 50-65 | 65-85 | Понад 85 |
| -------- | ----------- | ----- | ----- | ----- | ----- | ----- | ----- | -------- |
| Чоловіки | 7231        | 3271  | 3158  | 4493  | 4612  | 4739  | 3062  | 289      |
| Жінки    | 6902        | 3075  | 3012  | 4339  | 4591  | 4902  | 3984  | 762      |

## Суміжні округи
- Каламазу — північ
- Калгун — північний схід
- Бранч — схід
- Лаграндж, Індіана — південь
- Елкгарт, Індіана — південний захід
- Кесс — захід
- Ван-Б'юрен — північний захід

## Виноски
1. ↑  US Decennial Census. US Census Bureau. Процитовано 28 вересня 2014.
2. ↑  Historical Census Browser. University of Virginia Library. Архів оригіналу за 11 серпня 2012. Процитовано 28 вересня 2014.
3. ↑  Population of Counties by Decennial Census: 1900 to 1990. US Census Bureau. Процитовано 28 вересня 2014.
4. ↑  Census 2000 PHC-T-4. Ranking Tables for Counties: 1990 and 2000 (PDF). US Census Bureau. Процитовано 28 вересня 2014.
5. ↑  State & County QuickFacts. US Census Bureau. Архів оригіналу за 11 серпня 2011. Процитовано 29 серпня 2013. [Архівовано 2011-08-11 у Wayback Machine.](англ.) Наведено за англійською вікіпедією.
6. ↑  American FactFinder. Бюро перепису населення США. Архів оригіналу за 26 лютого 2012. Процитовано 31 січня 2008. [Архівовано 2008-05-21 у Wayback Machine.]

| США | Це незавершена стаття з географії США. Ви можете допомогти проєкту, виправивши або дописавши її. |